# 6. stoljeće pr. Kr.
◄ | 2. tisućljeće pr. Kr. | 1. tisućljeće pr. Kr. | 1. tisućljeće | ►
◄ | 8. stoljeće pr. Kr. | 7. stoljeće pr. Kr. | 6. stoljeće pr. Kr. |5. stoljeće pr. Kr. | 4. stoljeće pr. Kr. | ►
590-ih pr. Kr. | 580-ih pr. Kr. | 570-ih pr. Kr. | 560-ih pr. Kr. | 550-ih pr. Kr. | 540-ih pr. Kr. | 530-ih pr. Kr. | 520-ih pr. Kr. | 510-ih pr. Kr. | 500-ih pr. Kr.
6. stoljeće pr. Kr. je je razdoblje koje je trajalo od 600. pr. Kr. do 501. pr. Kr..

## Važnije osobe

### Rođenja
- 551. pr. Kr.
  - 28. rujna - Konfucije, kineski filozof i državnik
- 544. pr. Kr. - Heraklit - starogrčki filozof
- 540. pr. Kr. - Parmenid - starogrčki filozof

#### Nepoznata godina
- Sveti Hagaj, starozavjetni mali prorok

### Smrti
- 547. pr. Kr. - Tales - starogrčki filozof
- 524. pr. Kr. - Anaksimen - starogrčki filozof

## Vanjske poveznice
|  | Zajednički poslužitelj ima još gradiva o temi 5. stoljeće pr. Kr. |